# Waiting to Exhale: Original Soundtrack Album
Waiting to Exhale: Original Soundtrack Album ist der Soundtrack zur Komödie Warten auf Mr. Right aus dem Jahr 1995.

## Entstehung und Veröffentlichung
Die Erstveröffentlichung von Waiting to Exhale: Original Soundtrack Album erfolgte am 14. November 1995 bei Arista Records. Die Originalausführung erschien als CD mit 16 Titeln (Katalognummer: 07822 18796 2). Am 24. März 2016 erschien das Album erstmals als Vinylplatte bei Real Gone Music (Katalognummer: 0414).
Die Titel auf dem Album wurde von Kenneth „Babyface“ Edmonds geschrieben und produziert, die Ausnahme bildet Chaka Khans Coverversion von My Funny Valentine. Die Hauptdarstellerin des Films Whitney Houston steuert dem Album drei Lieder bei. Das Konzeptalbum zeichnete sich durch Beiträge von ausschließlich weiblichen afroamerikanischen Sängerinnen aus. So waren unter anderem auch junge Musikerinnen wie TLC, Brandy, Toni Braxton, Faith Evans als auch Chaka Khan und Patti Labelle an dem Projekt beteiligt.

## Titelliste
1. Exhale (Shoop Shoop) – Whitney Houston – 3:25
2. Why Does It Hurt So Bad – Whitney Houston – 4:37
3. Let It Flow – Toni Braxton – 4:27
4. It Hurts Like Hell – Aretha Franklin – 4:18
5. Sittin’ Up in My Room – Brandy – 4:52
6. This Is How It Works – TLC – 5:00
7. Not Gon’ Cry – Mary J. Blige – 4:58
8. My Funny Valentine – Chaka Khan – 4:06
9. And I Gave My Love to You – Sonja Marie – 4:48
10. All Night Long – SWV – 4:31
11. Wey U – Chante Moore – 4:32
12. My Love, Sweet Love – Patti LaBelle – 4:21
13. Kissing You – Faith Evans – 3:23
14. Love Will Be Waiting at Home – For Real – 5:59
15. How Could You Call Her Baby – Shanna – 5:09
16. Count on Me – Whitney Houston and CeCe Winans – 4:26

## Kommerzieller Erfolg

### Chartplatzierungen
| ChartsChartplatzierungen | Höchstplatzierung | Wochen |
| ------------------------ | ----------------- | ------ |
| Deutschland (GfK)        | 30 (17 Wo.)       | 17     |
| Österreich (Ö3)          | 14 (14 Wo.)       | 14     |
| Schweiz (IFPI)           | 20 (14 Wo.)       | 14     |

### Auszeichnungen für Musikverkäufe
| Land/Region                  | Auszeichnungen für Musikverkäufe (Land/Region, Auszeichnung, Verkäufe) | Verkäufe  |
| ---------------------------- | ---------------------------------------------------------------------- | --------- |
| Australien (ARIA)            | Gold                                                                   | 35.000    |
| Belgien (BRMA)               | Gold                                                                   | (25.000)  |
| Europa (IFPI)                | Platin                                                                 | 1.000.000 |
| Japan (RIAJ)                 | Platin                                                                 | 200.000   |
| Kanada (MC)                  | Platin                                                                 | 100.000   |
| Neuseeland (RMNZ)            | Gold                                                                   | 7.500     |
| Vereinigte Staaten (RIAA)    | 7× Platin                                                              | 7.000.000 |
| Vereinigtes Königreich (BPI) | Gold                                                                   | (100.000) |
| Insgesamt                    | 4× Gold · 10× Platin ·                                                 | 8.342.500 |